# Umal Aranibe
Umal Aranibe (em árabe: أم أل أرانب; romaniz.: Umm al Aranib) é uma localidade da Líbia do distrito de Murzuque. Está a 3,7 quilômetros de Tuiui, 9,9 de Meseguine, 11,6 de Hamira e 23,9 de Talibe. Segundo censo de 2012, havia 4 025 residentes.

## Guerra Civil Líbia
Em 2014, Farah Abdi, que estava em Umal Aranibe organizando reportagem sobre o país, relatou caso de violação dos direitos humanos na localidade. Em 2017, uma brigada de combatentes auto-intitulada "Mártires de Umal Aranibe" esteve envolvida em conflitos faccionais em Bengasi.